# Palacio de la Magdalena (Asturias)
El palacio de la Magdalena, o de Llano-Ponte, o del Marqués de Ferrera, es una casa palaciega del siglo XVIII rehabilitada en 2007.Está situada en la zona alta del pueblo de Soto del Barco. Desde 2007 está ocupado por el hotel Palacio de la Magdalena.

## Historia
Fue mandado construir por Juan de Llano Ponte, obispo de Oviedo, a mediados del siglo XVIII. Adosada al palacio construyó una capilla dedicada a María Magdalena, de la que más tarde terminaría tomando el nombre.
- Datos: Q6058313